# IAS-Computer

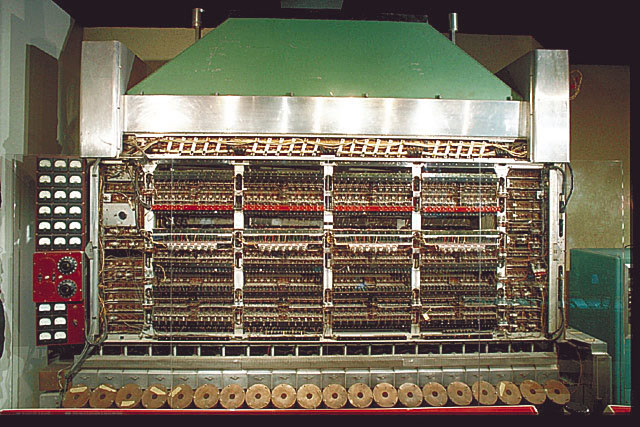
IAS im Smithsonian

Der IAS-Computer (auch IAS-Rechner, Princeton-Maschine, MANIAC-0 genannt) war ein früher Universalrechner, der ab 1945 am Institute for Advanced Study (IAS) in Princeton (New Jersey), New Jersey, konzipiert und gebaut wurde, 1952 in Betrieb ging und 1958 abgeschaltet wurde. Heute steht er im National Museum of American History in Washington, D.C.

## Geschichte
Der Bau des IAS-Rechners ging auf eine Initiative John von Neumanns zurück, der sich auf Alan Turings Konzept eines Universalrechners von 1936 stützte.
Von Neumann wurde vom ENIAC inspiriert, den Eckert und Mauchly ab 1942 an der University of Pennsylvania bauten. 1945 beschrieb von Neumann in dem Diskussionspapier „First Draft of a Report on the EDVAC“ die später so genannte Von-Neumann-Architektur, die er für den ENIAC-Nachfolger EDVAC vorschlug. Obwohl von Neumann als alleiniger Autor genannt ist, war EDVAC eine Idee von Eckert und Mauchly, die schließlich an der University of Pennsylvania realisiert wurde. Eckert und Mauchly gründeten 1946 ihre Firma Eckert-Mauchly Computer Corporation, wo sie den BINAC und später den UNIVAC bauten.
Von Neumann begann, für die Konstruktion eines eigenen Rechners am Institute for Advanced Study (IAS), wo er ständiges Mitglied war, zu werben. 1945 gelang es ihm, die benötigten Mittel aufzutreiben, um das Projekt zu beginnen. Als Name der zu bauenden Maschine wurde MANIAC gewählt: Mathematical and Numerical Integrator and Computer. Zur Unterscheidung vom späteren MANIAC I des Los Alamos National Laboratory wird bisweilen vom MANIAC-0 gesprochen.
Ein Computerteam wurde zusammengestellt. Chefingenieur wurde Julian Bigelow, eingestellt im Mai 1946. Weitere Teammitglieder waren unter anderen Hewitt Crane, Herman Goldstine, Gerald Estrin, Arthur Burks und Willis H. Ware.
Für das Computerprojekt wurde ein eigenes Gebäude errichtet, die Mitarbeiter erhielten eigene Wohngebäude. Mitte 1946 wurde das Arbeitsdokument „Preliminary Discussion of the Logical Design of an Electronic Computing Instrument“ veröffentlicht, das die logische Architektur des Computers beschrieb. Von Neumann trat dafür ein, die technischen Daten des Projektes öffentlich zu machen. Dadurch gab es in der Folge zahlreiche Entwicklungen, die auf den Grundlagen des IAS-Projektes aufbauten (siehe unten).
Im Sommer 1951 hatte der IAS-Computer seine erste Bewährungsprobe: thermonukleare Berechnungen liefen 60 Tage lang; sie waren Teil der Entwicklung der Wasserstoffbombe, deren erste – Ivy Mike – 1952 gezündet wurde. Voll einsatzfähig war der Computer ab 10. Juni 1952.
Der IAS-Computer wurde für unterschiedliche Projekte eingesetzt, darunter – neben militärischen Berechnungen – auch Wettervorhersagen, teilweise mit dem Ziel der Wetterbeeinflussung, Monte-Carlo-Simulationen und Experimente zur Erforschung von Symbiogenese und Evolution.
Im Oktober 1954 wurde von Neumann in die Atomenergie-Kommission berufen. Mitte 1955 wurde bei ihm Krebs diagnostiziert, an dem er Anfang 1957 starb. Damit hatte der IAS-Computer seine treibende Kraft verloren.
Am 1. Juli 1957 übernahm die Princeton University den Computer und versuchte erfolglos, ihn in den Forschungsbetrieb zu integrieren. Am 15. Juli 1958 wurde der IAS-Rechner abgeschaltet. Nach Abbau der Peripheriegeräte und der Kühlanlage wurde der Kern des Rechners 1962 an die Smithsonian Institution in Washington überführt.

## Technische Einzelheiten
Der IAS-Rechner war ein Binär-Computer mit 40 Bit Wortbreite, wobei ein Wort zwei 20-Bit-Befehle enthalten konnte. Der Arbeitsspeicher bestand aus 1024 Worten, entsprechend 5,1 Kilobyte. Negative Zahlen wurden im Zweierkomplement dargestellt. Der Rechner hatte zwei Register: „Accumulator“ (AC) und „Multiplier/Quotient“ (MQ).
Der Speicher sollte ursprünglich mit etwa 2300 Selectron-Elektronenröhren von RCA realisiert werden. Lieferprobleme führten schließlich zur Nutzung von weniger zuverlässigen Williamsröhren. 
Der IAS-Computer war asynchron in dem Sinne, dass keine zentrale Taktung der Befehle stattfand; ein Befehl wurde begonnen, sobald der vorherige vollständig ausgeführt war. Eine Addition dauerte 62 Mikrosekunden, eine Multiplikation 713 Mikrosekunden.
Der IAS-Computer war nicht die erste Realisierung der Von-Neumann-Architektur; dies war 1948 die Small-Scale Experimental Machine der University of Manchester in England.
Von Neumann zeigte, wie die Kombination von Befehlen und Daten im Arbeitsspeicher zum Programmieren von Schleifen genutzt werden konnte, indem Befehle während des Programmlaufs geändert wurden. Allerdings entstand durch diese gemischte Nutzung des Speichers der sogenannte Von-Neumann-Flaschenhals.

## Derivate des IAS-Computers
Technische Beschreibungen des IAS-Computers wurden Gemeingut. Dies führte zu zahlreichen Projekten, in denen auf dem IAS-Computer basierende Rechner gebaut wurden. Einige Beispiele:
- AVIDAC (Argonne National Laboratory)
- BESK (Stockholm)
- BESM (Moskau)
- CYCLONE (Iowa State University)
- DASK (Regnecentralen, Kopenhagen 1958)
- GEORGE (Argonne National Laboratory)
- IBM 701 (19 Installationen)
- ILLIAC I (University of Illinois at Urbana-Champaign)
- MUSASINO-1 (Musashino, Tokio, Japan)
- JOHNNIAC (RAND Corporation)
- MANIAC I (Los Alamos National Laboratory)
- MISTIC (Michigan State University)
- ORACLE (Oak Ridge National Laboratory)
- ORDVAC (Aberdeen Proving Ground)
- PERM (München)
- SARA (Saab)
- SEAC (Washington, D.C.)
- SILLIAC (University of Sydney)
- SMIL (Lund University)
- WEIZAC (Weizmann Institute of Science)